# Pino del Río
Pino del Río es una localidad y municipio en la comarca de Vega-Valdavia en la provincia de Palencia, en la comunidad autónoma de Castilla y León, España. Cuenta con una población de 163 habitantes (INE 2024).

## Geografía
A una distancia de 80 km de Palencia, la capital provincial, situada en la margen izquierda del Río Carrión, sobre una terraza inclinada del páramo, contigua a dicho curso fluvial. El casco urbano se encuentra rodeado por las tierras de labor y, ya en el valle, por parcelas de regadío o algún huerto.
La localidad se ubica 18,5 km al sur de Guardo, accediéndose a ella por el desvío que se indica a la altura del punto kilométrico 78,3 de la carretera comarcal 615 (Palencia-Riaño). Alternativamente puede llegarse por la conocida como "carretera de la vega".

## Historia
Los orígenes de Pino del Río pueden remontarse a mediados del siglo IX o principios del X, cuando se repueblan estos páramos palentinos próximos al cauce del Río Carrión.
En esta localidad se hallaron restos romanos y visigodos.

## Geografía humana

### Demografía
Cuenta con una población de 163 habitantes (INE 2024).
| Gráfica de evolución demográfica de Pino del Río entre 1842 y 2021 |
| |
| Población de derecho según los censos de población del INE Población de hecho según los censos de población del INEEntre el censo de 1857 y el anterior, crece el término del municipio porque incorpora a 345027 (Celadilla del Río) |

## Economía
Las actividades principales que se desarrollan en el municipio son la agricultura y la ganadería. También existe una empresa dedicada a la impermeabilización de fachadas, una granja avícola, varios transportistas y tres bares. En verano el ayuntamiento de Pino del Río contrata a 2 o 3 trabajadores y durante el año existe un alguacil que se encarga de mantener las instalaciones del ayuntamiento tanto en Pino como en Celadilla.
Los años en los que las condiciones climatológicas lo permiten algunos habitantes de Pino del Río se dedican a la recolección de setas para su venta, estas conocidas como las “negrillas” son compradas en varios puntos del pueblo, ya que sus numerosos pinares son muy ricos en ellas. En la actualidad existe una pequeña empresa dedicada a la producción de setas medicinales.

## Toponimia
En el Becerro de las Presentaciones de León (siglos XIII-XV) aparece "Pinno" procedente del latín pinus, pino, palabra que designa esta conífera, en otro tiempo quizás abundante en la zona. Su proximidad al río Carrión explica la segunda parte del nombre: "lugar de pinos al lado del río". 

## Cultura

### Fiestas patronales
San Pedro (29 y 30 de junio) y Santa Isabel (2 de julio - trasladado al primer domingo de julio)
En la actualidad y con un gran éxito las fiestas se celebran el primer fin de semana de julio.
Concluyendo con la romería a la Virgen del Nido el domingo.
En ellas se celebra una pancetada para todos los asistentes la noche del viernes, por las noches hay baile en la plaza y el domingo concluye con juegos para los más pequeños del pueblo.

## Monumentos y lugares de interés

### Iglesia de San Pedro

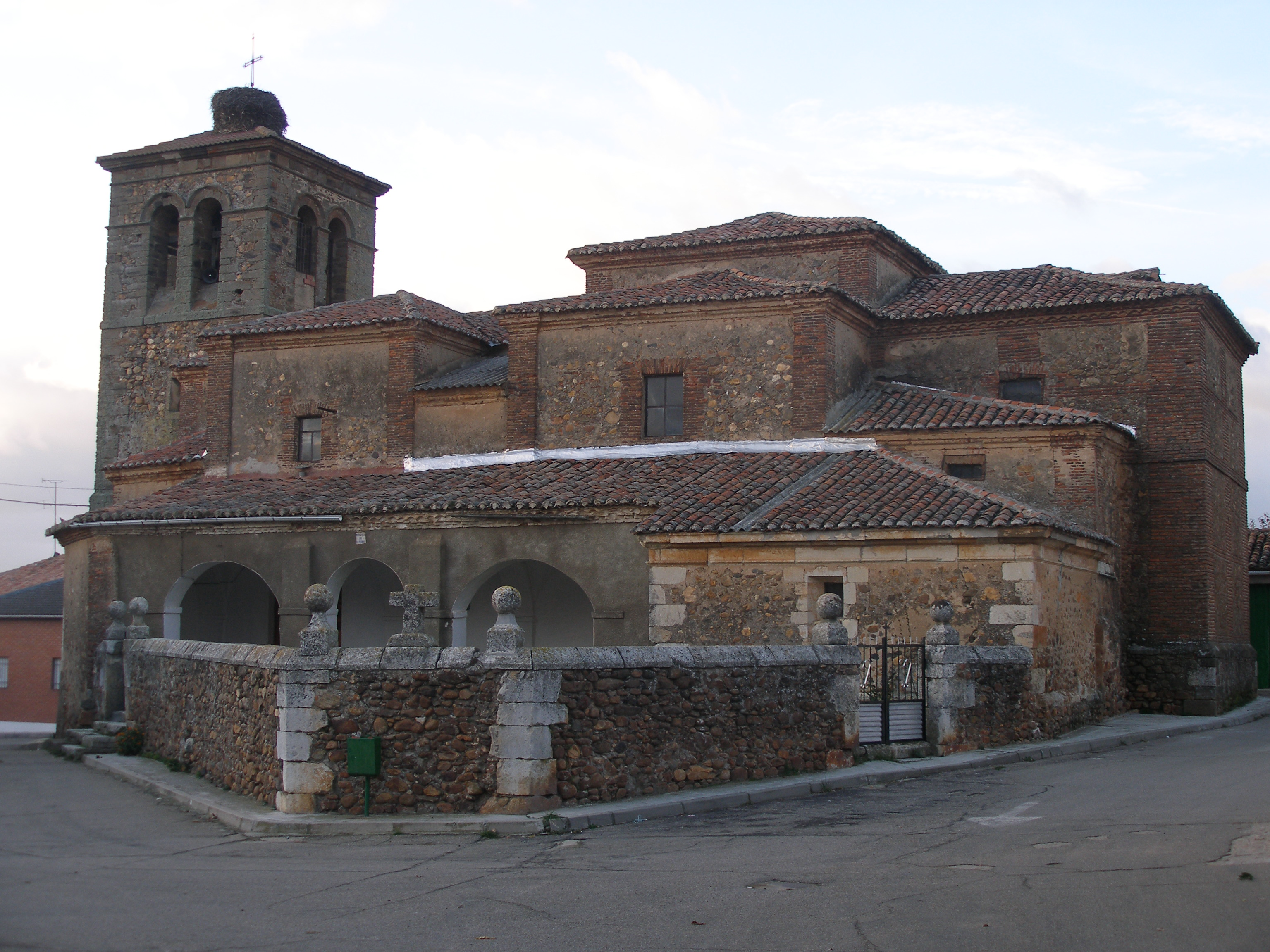
Iglesia de San Pedro (Pino del Río).

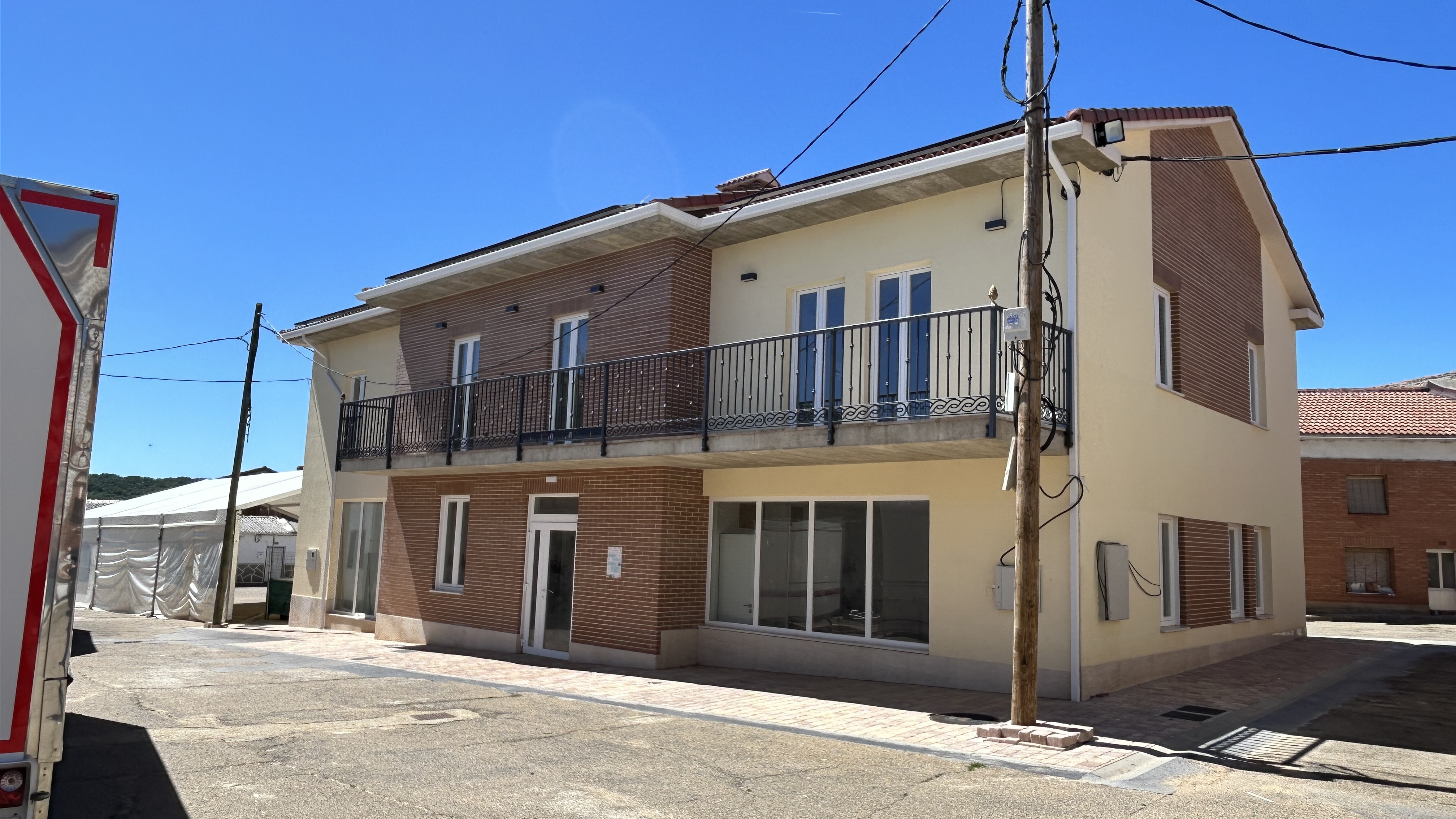
Ayuntamiento de Pino del Río.

Obra de mampostería y cantería con torre a los pies y portada adintelada, precedida de pórtico, en el lado de la Epístola. Consta de tres naves cubiertas con bóvedas de arista y de lunetos y cúpula rebajada sobre el crucero, todas con remates circulares de yesería y un coro alto a los pies.
En una esquina de la torre se observa un reloj de sol labrado sobre un sillar con el esviaje necesario para orientarlo debidamente al Sur. Tiene la inscripción de las horas en numeración arábiga y la leyenda AÑO DE 1608 en el canto inferior de la esfera, y sobre los sillares adyacentes: 
SE ICO ESTA OBRA SIENDO CURA EL LICENCIADO DIEGO FERNANDEZ Y BENEFICIADO EL LICENCIADO D BARTOLOME MONTERO.
Nave del Evangelio
- Retablo salomónico del siglo XVIII
- Esculturas de San Roque y San Martín de Tours del XVI
- Esculturas de Santa Águeda del siglo XV

Presbiterio
- Retablo mayor del XVIII, repintado, rematado con relieve de Padre Eterno y medallones
- En sus calles, esculturas de San Francisco, San Antonio de Padua del mismo momento y Crucifijo del XVI.
- Tabernáculo con puerta del sagrario con relieve de la Resurrección, del siglo XVI.

Nave de la Epístola
- Crucifijo del siglo XVI

Sacristía
- Cruz parroquial del siglo XVIII
- Cajonería de madera
- Pila mural neoclásica

Baptisterio
- Pila bautismal troncocónica con sogueado en el borde. En el interior se custodian numerosas esculturas más modernas y de menos interés artístico.

Procesiones
Desde la iglesia de San Pedro salen a las calles de Pino del Río una gran cantidad de hermosas y cuidadas tallas de varios santos, ya que se trata de un pueblo que sigue cuidando las costumbres religiosas.
Algunas de estas procesiones son: 
Corazón de Jesús.
San Isidro Labrador.
Domingo de Ramos.
La Dolorosa.
La resurrección de Jesús.
San Pedro (patrono)
Santa Isabel (patrona)
Todas ellas se hacen con toques de campanas y acompañadas por el coro del pueblo.

### Zonas de pesca
Aguas arriba del puente, hasta el existente en Fresno del Río, se extiende el coto de salmónidos P-6, de Pino del Río, clasificado como de pesca sin muerte. Tiene una longitud de 6,5 km y una anchura media de cauce de 20 m, caracterizándose por tablas poco profundas pobladas de hierbas laguneras, que alternan con corrientes y pozas; siempre con la presencia de abundante vegetación en las orillas. Estas características, la calidad de las aguas y la vivacidad de sus truchas le han convertido en uno de los más solicitados de la comunidad.
Al sur de esta zona acotada se extiende hasta la desembocadura del canal de desagüe del Salto de Agua de Acera de la Vega, un tramo de tres kilómetros clasificado como "libre sin muerte", con características similares a las del coto, muy apto para esta práctica deportiva.

### Área recreativa

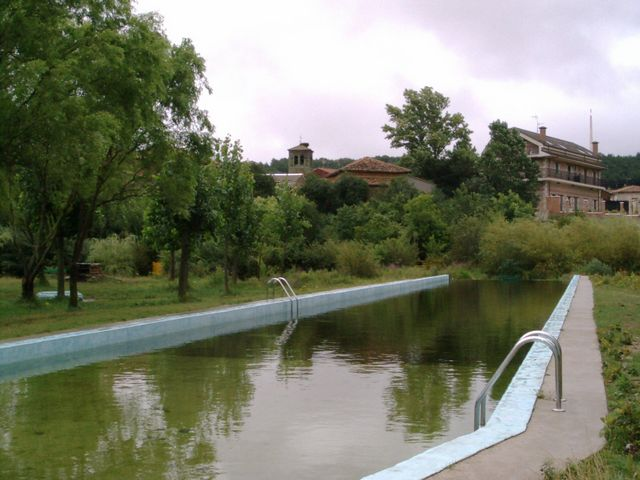
Área Recreativa, Plantío.

Entre el casco urbano y el río Carrión, sobre una isla formada por éste y el Cuérnago, se ha acondicionado un área, sombreada por chopos, álamos y otras especias, destinado al ocio en contacto con la naturaleza. Sus instalaciones se componen de una pista polideportiva, un parque infantil, una piscina y un canal de baño alimentados con agua del río, mesas y parrillas, y otras infraestructuras como servicios, fuentes y merendero cubierto (el tendejón).
En verano acoge a centenares de personas que deciden acercarse a pasar el día, en un ambiente tranquilo y natural,
aprovechando el calor para darse un baño en las piscinas o en el río, donde cada año son más los atrevidos que se bañan en él.
Y lo hacen incluso con colchonetas y tablas, gracias a las corrientes que se dan en la zona del puente mayor.
Por las mañanas el área recretiva es una zona de gran tranquilidad y son muchos los lectores que bajan a aprovecharse de ella, con un ambiente inmejorable.
Cerca del merendero se encuentra la fuente principal del pueblo conocida como ‘‘El Caño’’ donde muchos de sus habitantes cogen agua para consumo diario. Aunque pone un cartel de (agua sin garantía sanitaria) sus aguas son exquisitas y de una pureza inigualable.
Hace pocos años se arregló el acceso y ahora el caño cuenta con un paseo con farolas, bancos, papeleras. Durante el verano son muchas las personas que se acercan a llenar sus botellas para acompañar la comida en el merendero.

### Laguna de Valdeperal
A unos 2,5 km al este de la localidad y unos 500 metros a la derecha de la comarcal 615, accedemos por un camino agrícola al valle del arroyo Valdeperal, en cuya cabecera una rústica presa de tierra embalsa agua destinada al ganado.
La charca es de modestas dimensiones en verano y aumenta su tamaño en invierno, en sus orillas crecen salgueras, menta, rosales silvestres, juncos, eneas, brezos y robles, encontrándose rodeada por pastizales húmedos, brezales, matas de roble, rebollo y pinares de repoblación. El uso ganadero de este espacio queda atestiguado por los restos de corrales derruidos que se dispersan por el valle.
Dado lo irregular de su régimen, es preferible visitarla en los meses de otoño y primavera, cuando el nivel de agua es elevado y este espacio es frecuentado por una interesante avifauna como garzas, alabancos, patos y águilas. En los años en que las precipitaciones son más abundantes, se pueden ver una gran cantidad de especies acuáticas como peces, ranas de san Antonio, ranas comunes, sanguijuelas, serpientes de río y víboras. 
Cuando cae la noche es muy habitual la aparición de ciervos y corzos, que acuden a beber agua de ella.
Se trata de una zona con gran historia, y en sus alrededores incluso en la misma laguna los veranos más secos se han encontrados diferentes tipos de huesos y fósiles.
En los meses de invierno también es muy visitada debido a que sus aguas se congelan y es posible resbalar por ellas, incluso con vehículos.
El baño en ella está totalmente permitido, ya que no hay peligro alguno, además en los meses cálidos el nivel del agua baja y no suele cubrir más de 2metros, el agua tiene una temperatura muy buena pero al estar estancada un poco turbia. 

### Ermita del Nido

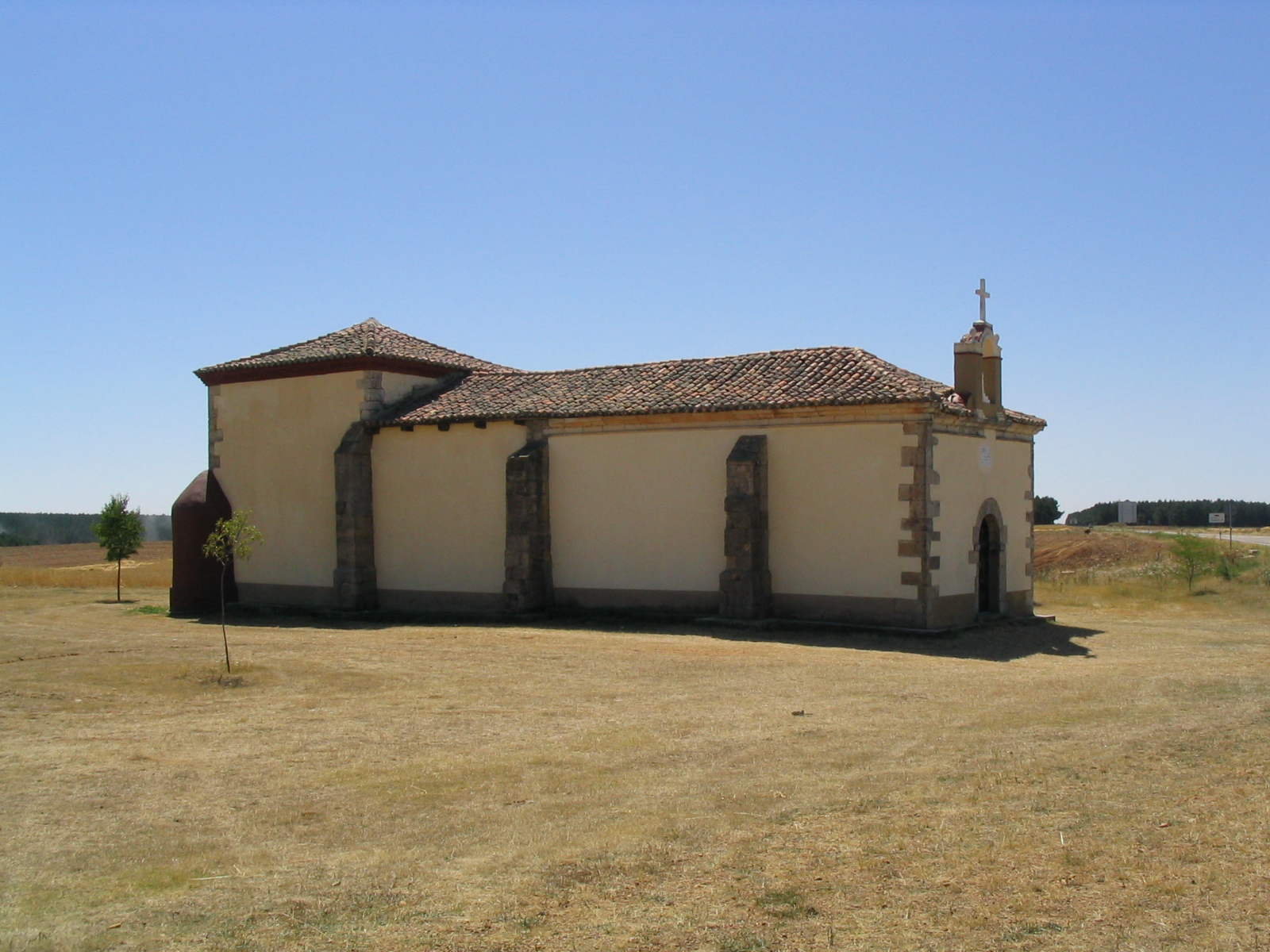
Ermita de la Virgen del Nido (Pino del Río).

A 2,5 km al este del pueblo, junto a la carretera comarcal 615, se levanta la ermita de la Virgen del Nido, obra de sillería y mampostería, de una sola nave rectangular, y en cuyo interior se encuentra una imagen de la Virgen con el Niño, lujosamente vestida, obra quizás del siglo XVII aunque con añadidos posteriores.
En la pradera contigua, donde en tiempos existía un caserío, se celebra anualmente (el domingo posterior a la festividad de San Pedro) una romería en honor de la Virgen, custodiada normalmente en la iglesia parroquial.
En esta romería se sube a la Virgen hasta la ermita con cantos y un gran acompañamiento de gente.
Una vez en la pradera tiene lugar una misa y, posteriormente, en la misma pradera se hacen juegos y bailes acompañados por un bar-portátil que se monta para esta festividad.
Además todos los sábados del verano se celebran misas por la tarde a la que acuden los devotos a la virgen del nido, en coche o bicicleta.

### Casa rural
El pueblo cuenta con una enorme casa rural separada en dos viviendas de 8 y 6 personas.
Sus vistas son maravillosas y cuenta con una bodega y un verde y florido patio.

### Ciclismo
Dada su maravillosa situación entre pinares, la ribera del río y robledales, resulta muy fácil practicar ciclismo por su entorno.
Con unas pistas de tierra muy bien cuidadas resulta muy agradable pasear en bicicleta con la oportunidad de ver algún animal.
Algunas rutas con salida desde el pueblo pueden ser: 
- a la laguna de San Roque en Fresno (18 km ida y vuelta)
- a la laguna de Valdeperal en Pino (8 km ida y vuelta)
- Celadilla, Acera, Pino (9 km)

Por la orilla del Canal de Iberdrola desde hasta Acera (10 km)
Fresno, Pino (8 km)
Villalba, Pino (18 km)

### Lugares fotográficos
Pino del Río cuenta con gran cantidad de sitios donde hacerse fotos de gran belleza. Algunos de estos son:

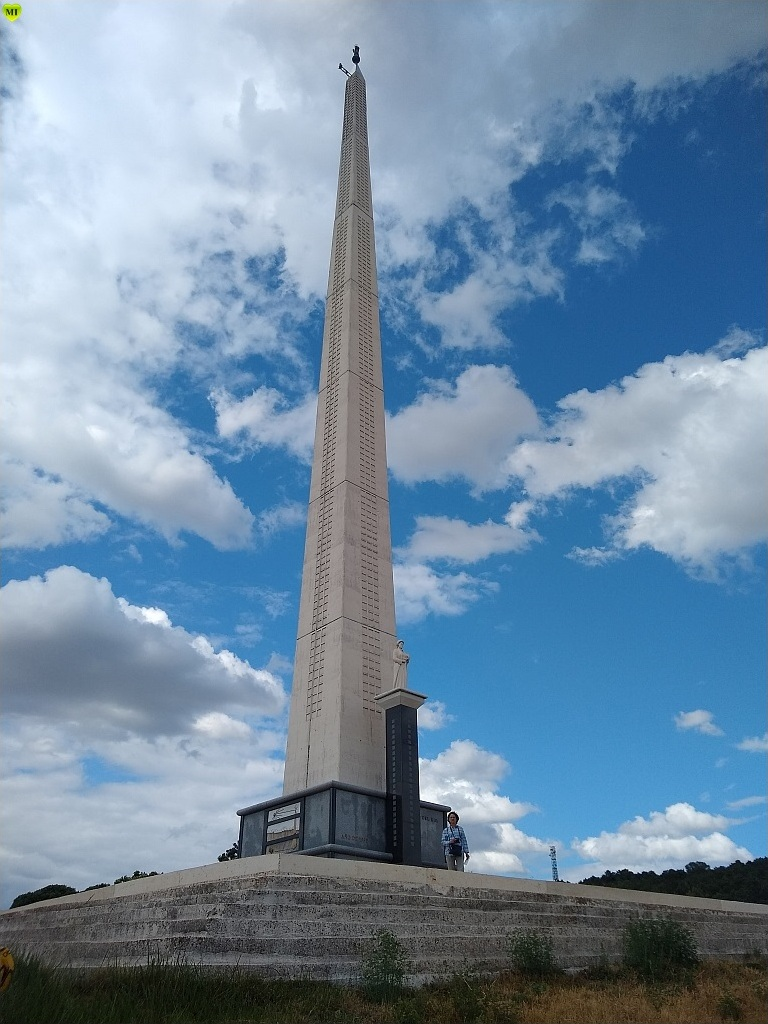
Obelisco

• Obelisco: Es el emblema principal del pueblo, en él se pueden hacer una gran variedad de fotos.
•Plaza Mayor: en la plaza mayor hay una fuente de piedra construida en 1974 por los propios vecinos del pueblo y también resulta muy bonita la fachada de una casa hecha de piedra y con elegantes adornos.
•Canal de Iberdrola: en los alrededores del canal, siguiendo la pista hay zonas con cascadas, saltos.
•Entrante de agua a la acequias: en el final de la vega abajo y el comienzo de la pista para subir al canal se encuentra una zona de gran belleza con cascadas artificiales y remansos del río, las cascadas tienen una especie de puentes sobre ellas por las que se puede pasar.